# السمان (بني يكرين)
السمان هو دُوَّار يقع بجماعة بني ياڭرين، إقليم سطات، جهة الدار البيضاء سطات في المملكة المغربية. ينتمي الدوّار لمشيخة بني يكرين التي تضم 20 دواوير. يقدر عدد سكانه بـ 1193 نسمة حسب الإحصاء الرسمي للسكان والسكنى لسنة 2004.

## روابط خارجية
- البوابة الوطنية للجماعات الترابية
- المندوبية السامية للتخطيط